# V. Vijayendra Prasad
Koduri Viswa Vijayendra Prasad (27 de maio de 1942) é um roteirista e diretor de cinema indiano que trabalha predominantemente no cinema telugu. Ele também trabalhou em alguns filmes em hindi, canareso e tâmil. Sua filmografia consiste em mais de vinte e cinco filmes como roteirista, a maioria deles com sucesso comercial.
Seu notável trabalho como roteirista inclui filmes como a série Baahubali, RRR (2022), Bajrangi Bhaijaan (2015), Manikarnika (2019), Magadheera (2009) e Mersal (2017). Em 2011, dirigiu Rajanna, que ganhou o Prêmio Nandi de melhor filme. Em 2016, ele ganhou o Prêmio Filmfare de melhor história pelo filme Bajrangi Bhaijaan. Seus próximos filmes incluem 1770, Sita: The Incarnation, Aparaajitha Ayodhya, Pawan Putra Bhaijaan e Vikramarkudu 2.
Em 6 de julho de 2022, o presidente da Índia, Ram Nath Kovind, nomeou-o membro do Rajya Sabha, a câmara alta do Parlamento indiano.

## Infância e juventude
Ele nasceu como Koduri Viswa Vijayendra Prasad. Ele nasceu em Kovvur, perto de Rajahmundry, em Andra Praxede. Ele estudou no Sir CR Reddy College em Eluru.
A família de Prasad tinha terras em Kovvur que foram perdidas quando as ferrovias passaram por elas. Então, Prasad mudou-se de Kovvur para Karnataka em 1968. Ele também afirma ser um Kannadiga. Ele, junto com seu irmão mais velho, K. V. Sivashankar, comprou sete acres de arrozais na vila de Manvi Taluk, em Hirekotikal, no distrito de Raichur. A família deles voltou para Kovvur em 1977. Ele também se aventurou em vários negócios que acabaram dando prejuízo.

## Carreira
A paixão de seu irmão Siva Shakthi Datta por filmes fez com que Vijayendra Prasad e sua família se mudassem para Madras. Datta auxiliou alguns diretores por algum tempo e começou um filme intitulado Pillanagrovi que foi interrompido no meio por motivos financeiros. Como seu irmão já atuava na indústria cinematográfica, Prasad começou a auxiliá-lo.
Prasad foi apresentado a K. Raghavendra Rao através de Mukherjee da Samatha Arts, que era amigo dele. Raghavendra Rao começou a dar pequenas tarefas a ele e a Datta. Eles tiveram sua primeira chance com Janaki Ramudu (1988), que fez sucesso de bilheteria.
Em seguida, escreveu o filme Bangaru Kutumbam (1994) que ganhou o Prêmio Nandi de Melhor Filme. Seu próximo filme foi Bobbili Simham (1994), que teve sucesso comercial e rendeu a Prasad o reconhecimento como roteirista. Mais tarde, ele forneceu a história para Samarasimha Reddy (1999), que se tornou um dos maiores sucessos da época no cinema telugo.

## Filmografia
- Janaki Ramudu (1988)
- Bangaru Kutumbam (1994)
- Bobbili Simham (1994)
- Gharana Bullodu (1995)
- Aalu Magalu (1995)
- Sarada Bullodu (1996)
- Appaji (1996) (Kannada)
- Kurubana Rani (1998)
- Rana (1998)
- Samarasimha Reddy (1999)
- Simhadri (2003)
- Sye (2004)
- Vijayendra Varma (2004)
- Naa Alludu (2005)
- Chhatrapati (2005)
- Pandu Ranga Vittala (2006)
- Vikramarkudu (2006)
- Yamadonga (2007)
- Mitrudu (2009)
- Magadheera (2009)
- Siruthai (2011)
- Rowdy Rathore (2012)
- Baahubali: The Beginning  (2015)
- Bajrangi Bhaijaan (2015)
- Jaguar (2016)
- Baahubali 2: The Conclusion (2017)
- Mersal (2017)
- Manikarnika: The Queen of Jhansi (2019)
- Thalaivi (2021)
- RRR (2022)